# Fakafafine
Les fakafafine sont à Wallis-et-Futuna des personnes assignées homme à la naissance et adoptant une expression et une performance de genre féminine. Peu acceptées et invisibilisées dans la société wallisienne, on retrouve surtout ces femmes transgenres parmi la communauté wallisienne et futunienne de Nouvelle-Calédonie à partir des années 1970, où elles ont acquis une certaine visibilité depuis les années 2000 en adoptant un mode de vie urbain et occidental. Travaillant souvent dans la prostitution, elles sont cependant de plus en plus nombreuses à occuper un emploi salarié classique. Leur apparence féminine affirmée (vêtements, soins corporels, maquillage, etc) et leurs habitudes de consommation sont les marqueurs de leur réussite sociale. Cela permet de contrebalancer la stigmatisation dont elles sont victimes dans leur communauté d'origine.

## Terminologie
Le terme fakafafine, en wallisien et en futunien, est composé du préfixe faka « à la manière de » et de fafine « femme ». Le mot peut ainsi signifier « féminin » ou « à la manière des femmes » en tant qu'adjectif, ; l'anthropologue Maroua Marmouch traduit ce terme par « hommes comme les femmes ». Les fakafafine se rapprochent ainsi des fa'afafine aux Samoa, des fakaleiti aux Tonga, des raerae ou mahu en Polynésie française ou encore des fakafifine à Niue.
Les personnes fakafafine de Nouméa sont également appelées « travesties » ou « efféminées », mais préfèrent utiliser le terme de trans. Elles sont parfois désignées par un vocabulaire péjoratif tel que « pépètes » ou petale, terme wallisien calqué sur le français « pédale ».

## Historique

### Débuts (années 1970)
Dans la société wallisienne et futunienne, les fakafafine « ont probablement toujours existé », bien que les sources écrites occidentales ne font pas mention d'elles. Elles sont en revanche davantage présentes et visibles en Nouvelle-Calédonie où réside une importante diaspora wallisienne, particulièrement à Nouméa. La migration des Wallisiens et des Futuniens vers la Nouvelle-Calédonie débute dans les années 1940 et s'intensifie à partir des années 1950. Les premières fakafafine sont présentes à Nouméa à partir des années 1960. La performance de genre de ces personnes varie en fonction des moments de la journée et des contextes sociaux : ainsi, certaines choisissent de garder une apparence masculine avec leur famille, et de porter des vêtements féminins dans les bars et les boîtes de nuit. Dans de nombreuses familles, cette transidentité n'est alors pas acceptée et les fakafafine doivent se contenter d'adopter des « manières » féminines, devant performer le genre masculin auquel elles ont été assignées dans leur tenue vestimentaire ou leur comportement.
Dans les années 1970, l'arrivée de femmes transgenres venant de Polynésie française, les rae rae, rend ces phénomènes davantage visibles dans l'espace public calédonien. D'après les témoignages récoltés par Maroua Marmouch, c'est à cette période que les premières fakafafine fréquentent des bars et des boîte de nuit à Nouméa où elles peuvent s'habiller de manière féminine, « loin des yeux désapprobateurs de la famille ou de la communauté ». Certaines débutent également la prostitution avec des hommes cisgenres blancs, métropolitains pour la plupart.
D'après association Lotus Doré NC, créée en 2016 et spécialisée dans l'accompagnement des personnes trans,, 300 personnes transgenres ont été recensées sur le territoire calédonien (tant wallisiennes et futuniennes que tahitiennes ou kanak).

### Montée en visibilité (années 2000)
Dans les années 2000, les femmes trans wallisiennes et futuniennes « font partie intégrante de la vie quotidienne de Nouméa ». Maroua Marmouch explique la plus grande visibilité des fakafafine au XXIe siècle par l'évolution des modes de vie des Wallisiens et Futuniens de Nouvelle-Calédonie : l'apparition d'une classe moyenne urbaine wallisienne ayant de nouveaux loisirs (cinéma, boite de nuit...), l'adoption de nouveaux styles vestimentaires d'influence occidentale, « la diversification des pratiques matrimoniales, l’émergence de nouvelles expressions et de vécus plus libres des pratiques sexuelles ». Ces changements s'accompagnent d'une montée en puissance des discours sur la liberté personnelle et la réussite individuelle, alors que la culture wallisienne reste marquée par une forte pratique religieuse catholique et communautaire.
Cette plus grande visibilité des femmes transgenres wallisiennes liée à leur mode de vie urbain s'observe également chez les personnes trans d'autres grandes villes polynésiennes comme Nuku'alofa, Apia ou Papeete.
La plupart des femmes trans wallisiennes se prostituent, mais beaucoup exercent des emplois en parallèle. Certaines cherchent à établir des relations affectives avec des hommes. Elles adoptent souvent une apparence féminine inspirée du modèle occidental, transmis par les magazines ou la télévision : robes, maquillage, soins corporels ; dans les années 2010, cette performance de genre n'est plus limitée aux espaces nocturnes, mais peut s'exprimer au quotidien, au travail par exemple. Depuis les années 2000, de plus en plus de femmes trans ont recours à des opérations de transition chirurgicale (mammoplastie, vaginoplastie) en Thaïlande « afin d'avoir un corps "féminin" » correspondant à un modèle de féminité moderne et cosmopolite.

## Acceptation et exclusion

### Stigmatisation et stratégies d'acceptation
Les fakafafine ont des difficultés pour se faire accepter dans leurs familles et au sein de leur communauté. Le parcours des personnes transgenres wallisiennes et futuniennes est souvent marqué par une stigmatisation durant l'enfance : « es transgenres wallisiennes déclarent en fait être élevées comme étant des garçons, et leurs parents attendent qu’elles adoptent un rôle d’homme ». Avoir un enfant transgenre est perçu par certaines familles wallisiennes comme une honte, et ces personnes sont souvent l'objet de rejet et de moqueries dès l'enfance. Leur expression de genre féminine (porter des vêtements ou avoir des comportements jugés féminins) est souvent réprimée, et peut conduire à une expulsion par leur famille. La rencontre avec d'autres fakafafine constitue souvent une étape importante de leur vie, les conduisant à revendiquer leur identité transgenre.
L'acceptation des fakafafine en Nouvelle-Calédonie augmente avec leur réussite sociale, notamment rendue visible par leur apparence : vêtements, biens de consommation ostentatoires, sorties et loisirs urbains, mode de vie « moderne ». Cela vise à contrebalancer la marginalisation dont elles sont victimes au sein de leur communauté. Pour Maroua Marmouch, la place des personnes trans wallisiennes et futuniennes est ambivalente : elles sont à la fois critiquées pour leur apparence et leur sexualité, et acceptées pour le soutien financier qu'elles apportent à leur famille.  Elles sont stigmatisées par leur famille pour leur style jugé « extravagant » et « provoquant », notamment celles ayant recours à la prostitution, et ont souvent du mal à lier des relations d'amitié avec d'autres hommes ou des femmes cisgenres qui les jugent. D'autre part, l'acceptation de leur identité fait souvent l'objet de négociations avec leur famille : certains parents reconnaissent le genre de leur fille, mais refusent d'utiliser leur nouveau prénom, voire les mégenrent, ou exigent d'elles qu'elles adoptent une expression de genre et un comportement jugé non ostentatoire et « respectueux ». D'autre part, à Nouméa, « les transgenres plus jeunes ou issues de familles précaires sont en marge de cette visibilité » dans l'espace urbain.
À Wallis-et-Futuna, ce mode de vie, ces lieux de sociabilités urbains et la possibilité d'adopter des codes vestimentaires féminins sont quasi inexistants. Les fakafafine doivent adopter une attitude et une expression de genre discrète. Un rapport d'enquête du Sénat en 2018 sur la lutte contre les discriminations anti LGBT dans les Outre-mer souligne ainsi « l'injonction à l'invisibilité » à laquelle les personnes trans sont soumises à Wallis-et-Futuna. Ce même rapport indique qu'en Nouvelle-Calédonie, la communauté transgenre souffre d'une image négative, de moqueries et que la transidentité reste un sujet tabou.

### Sociabilité et prostitution
Les wallisiennes et futuniennes transgenres ont constitué des réseaux de solidarité au sein desquels elles se retrouvent, se conseillent et socialisent. Le rôle des fakafafine plus âgées est important pour les plus jeunes, en les accompagnant dans leurs parcours de transition, en prodiguant par exemple des conseils pour l'adoption d'un nouveau prénom, la chirurgie de réattribution sexuelle ou en les introduisant à la prostitution. Toutefois, au sein de la communauté transgenre, une hiérarchie s'établit entre les « anciennes » et les « débutantes », particulièrement dans le domaine de la prostitution : les plus jeunes ne peuvent exercer que sous l'égide d'une fakafafine plus âgée qui fixe les conditions du métier et l'espace qui leur est dévolu. Les « anciennes » ont davantage d'expérience dans le travail du sexe, mais elles sont également considérées comme plus féminines par leurs pairs plus jeunes, en raison de leur style vestimentaire ou parce qu'elles ont eu recours à une chirurgie dans leur transition. Admirées, elles représentent un modèle à suivre et jouent souvent le rôle de marraine pour les femmes transgenres plus jeunes. Les femmes trans qui se prostituent sur le port autonome de Nouméa sont exposées aux contrôles de police ou aux agressions, a fortiori pour les plus jeunes. Les « débutantes » sont également en concurrence avec les femmes trans plus expérimentées, et peuvent être victime de rejet ou de violence de la part de ces dernières. Pour Maroua Marmouch, la prostitution constitue également un lieu où les fakafafine peuvent socialiser entre amies et échanger sur leur transition et leur féminité. C'est aussi pour elles la possibilité d'expérimenter des relations sexuelles avec d'autres hommes. Néanmoins, pour beaucoup d'entre elles, la prostitution est un passage obligé pour pouvoir gagner sa vie, dans un contexte de fortes discriminations au travail et dans la famille.